# Maurois
Maurois – miejscowość i gmina we Francji, w regionie Hauts-de-France, w departamencie Nord.
Według danych na rok 1990 gminę zamieszkiwało 387 osób, a gęstość zaludnienia wynosiła 183 osób/km² (wśród 1549 gmin regionu Nord-Pas-de-Calais Maurois plasuje się na 862. miejscu pod względem liczby ludności, natomiast pod względem powierzchni na miejscu 903.).